# Zoufalé manželky Tlustého Tonyho
Zoufalé manželky Tlustého Tonyho (v anglickém originále The Real Housewives of Fat Tony) je 19. díl 22. řady (celkem 483.) amerického animovaného seriálu Simpsonovi. Scénář napsal Dick Blasucci a díl režíroval Lance Kramer. V USA měl premiéru dne 1. května 2011 na stanici Fox Broadcasting Company a v Česku byl poprvé vysílán 15. září 2011 na stanici Prima Cool.

## Děj
Selmu přivítá na dopravním inspektorátu Tlustý Tony, což se jí nelíbí – pronese tak k němu několik sarkastických poznámek a odmítne ho nechat podat žádost o změnu adresy (nejprve kvůli tomu, že podal špatný formulář, a pak odmítne čekat, než si vyzvedne správný formulář), čímž ho rozzuří. To ho přiměje k tomu, aby nařídil místní mafii, aby Selmu unesla. V opuštěném skladišti ji podrobí výslechu, při němž vystřelí další sarkastické poznámky, a na otázku, kterou část těla chce uříznout jako první, požádá o liposukci. Tlustý Tony si její humor zamiluje a její žádosti vyhoví. Poté spolu navážou milostný vztah a na lodi u pobřeží New Jersey požádá Tlustý Tony Selmu o ruku. Ta s žádostí o ruku souhlasí a nakonec se vezmou. 
Během svatební hostiny mezi Marge a Selmou vzroste napětí poté, co pár umístí Homera a jeho rodinu na nežádoucí místo a Marge se Selmě rozzlobeně přizná, že si nikdy nebyla jistá svým manželstvím. Aby se omluvil, pozve později Tlustý Tony rodinu Simpsonových do svého sídla na pobřeží New Jersey. Po setkání s několika příbuznými tráví manželé společný čas. Za soumraku na pláži Selma Marge prozradí, že jí záviděla, že nemá šťastné manželství, a požádá Marge o podporu svého manželství. Později Marge a Homer zaslechnou Tlustého Tonyho, jak se baví s kumpány, a dojdou k závěru, že Selmu podvádí s jinou ženou, a tak o tom Selmu informují. Selma konfrontuje Tlustého Tonyho s jeho tvrzeními právě ve chvíli, kdy se na jeho dvorek náhle vřítí jiná žena, která tvrdí, že je jeho skutečná manželka, a má prsten s diamantem větším, než má Selma. Tlustý Tony se pak Selmě přizná, že ji původně požádal o ruku, aby se stala jeho „comare“, a jejich svatební obřad takové úmysly odrážel. Selma prohlásí, že už se nesnaží usadit s tím pravým, těsně předtím, než ji choť Tlustého Tonyho urazí. To vyvolá mezi dámami plnohodnotnou hádku, zatímco Homer se vytratí s Marge a přizná, že měla celou dobu pravdu, a posléze se líbají v soláriu. 
Mezitím se Bart a Líza procházejí po lese, když Bart ucítí lanýž. Poté, co mu Líza vysvětlí, že lanýže jsou ceněné gurmánské potraviny, najde Bart další kousky a oba si uvědomí, že je dokáže najít podle čichu. Luigi jim nabídne, že jim zaplatí za všechny další nalezené lanýže pro jeho restauraci, Líza tedy využije Barta k nalezení dalších těchto hub. Nakonec, když lanýže nemohou najít, Líza Bartovi zaváže oči, aby se mohl lépe soustředit, a ten posléze vyčmuchá lanýž v Lízině pokoji. Místo aby je prodávala, jak měla předtím v plánu, je Líza jí, protože je znuděná svým vegetariánstvím. Oběma je líto Luigiho prasete Ploppera, které se k žádnému lanýži nedostalo, a tak mu dají poslední, jejž měla Líza. 

## Produkce
Epizoda se poprvé vysílala 1. května 2011 ve Spojených státech. V této epizodě se objevil hostující Joe Mantegna. Vedle své role Marge propůjčila Julie Kavnerová hlasy Patty a Selmě Bouvierové.

## Přijetí
Epizoda byla poprvé odvysílána 1. května 2011 a při původním vysílání ji vidělo 6,109 milionu diváků. Podle ratingu společnosti Nielsen dosáhl tento díl ratingu 2,9 v demografické skupině 18–49. Celková sledovanost a rating epizody výrazně vzrostly oproti předchozímu dílu Kouzelná Líza, jejž vidělo 4,996 milionů diváků při prvním vysílání a získal rating 2,3 v demografické skupině 18–49. Díl byl také předabován v několika regionech na západním pobřeží kvůli mimořádným zprávám o smrti Usámy bin Ládina.
Epizoda se setkala se smíšenými až negativními ohlasy televizních kritiků.
Recenze Ariel Ponywetherové z Firefox News byla smíšená, poměrně negativně se vyjádřila k dílčí zápletce. Podle ní šlo o slušnou epizodu, přičemž poznamenala, že byla „vtipná, ale ne zas tak moc“. Ponywetherová nakonec díl ohodnotila známkou B+.
Eric Hochberger z TV Line dílu udělil 2,5 hvězdičky z 5, protože hodně kritizoval hlavní zápletku epizody. Považoval ji za „průměrnou verzi Jersey Shore“. Hochberger také vyjádřil nespokojenost s vedlejší zápletkou dílu, když uvedl, že „vůbec nenavazovala na hlavní dějovou linii“. Ve své recenzi na tuto epizodu tvrdě kritizoval vtipy, které se v dílu objevily. Vyjádřil názor, že „vtipné vtipy se objevují v různých částech dílu: ačkoli jsem obvykle fanouškem vtipů o mafiánských bossech, které přináší vystoupení Tlustého Tonyho, v tomto seriálu už byly docela ohrané. Navíc to byla po příšerném dílu Krycí jméno Donnie Špekoun už druhá slabá epizoda s Tlustým Tonym v této řadě. Možná je na čase vyřadit tuto postavu z hlavních epizod, dokud scenáristé nepřijdou s příběhem, který by stál za vyprávění.“
Simon Abrams z The A.V. Clubu reagoval na díl negativně a udělil mu známku C. Kritizoval scenáristické schopnosti, protože „nebyli vtipní“. Abrams byl však pozitivnější ohledně dílčí zápletky, když uvedl, že byla „slušná“.